# Free Woman
«Free Woman» es una canción de la cantautora estadounidense Lady Gaga, incluida en su sexto álbum de estudio, Chromatica (2020). Fue escrita por ella con apoyo de BloodPop, Axwell y Johannes Klahr, y producida por estos tres últimos. Su letra, según la artista, trata sobre responder al significado de ser una mujer libre en el siglo XXI y está inspirada por las personas transgéneros. Una remezcla de la canción hecha por Honey Dijon fue lanzada como primer sencillo promocional de Chromatica el 28 de agosto de 2020. En abril de 2021, fue enviada a las radios de Francia como cuarto sencillo del álbum.
«Free Woman» tuvo una buena respuesta crítica, con los expertos alabando su mensaje y destacándola como una de las mejores pistas dentro del álbum. Por otra parte, fue utilizada como tema principal de un comercial de Gaga para Dom Pérignon. Una remezcla de «Free Woman» realizada por Rina Sawayama y Clarence Clarity fue incluida en Dawn of Chromatica (2021). La canción también formó parte del repertorio de su gira The Chromatica Ball.

## Antecedentes y composición

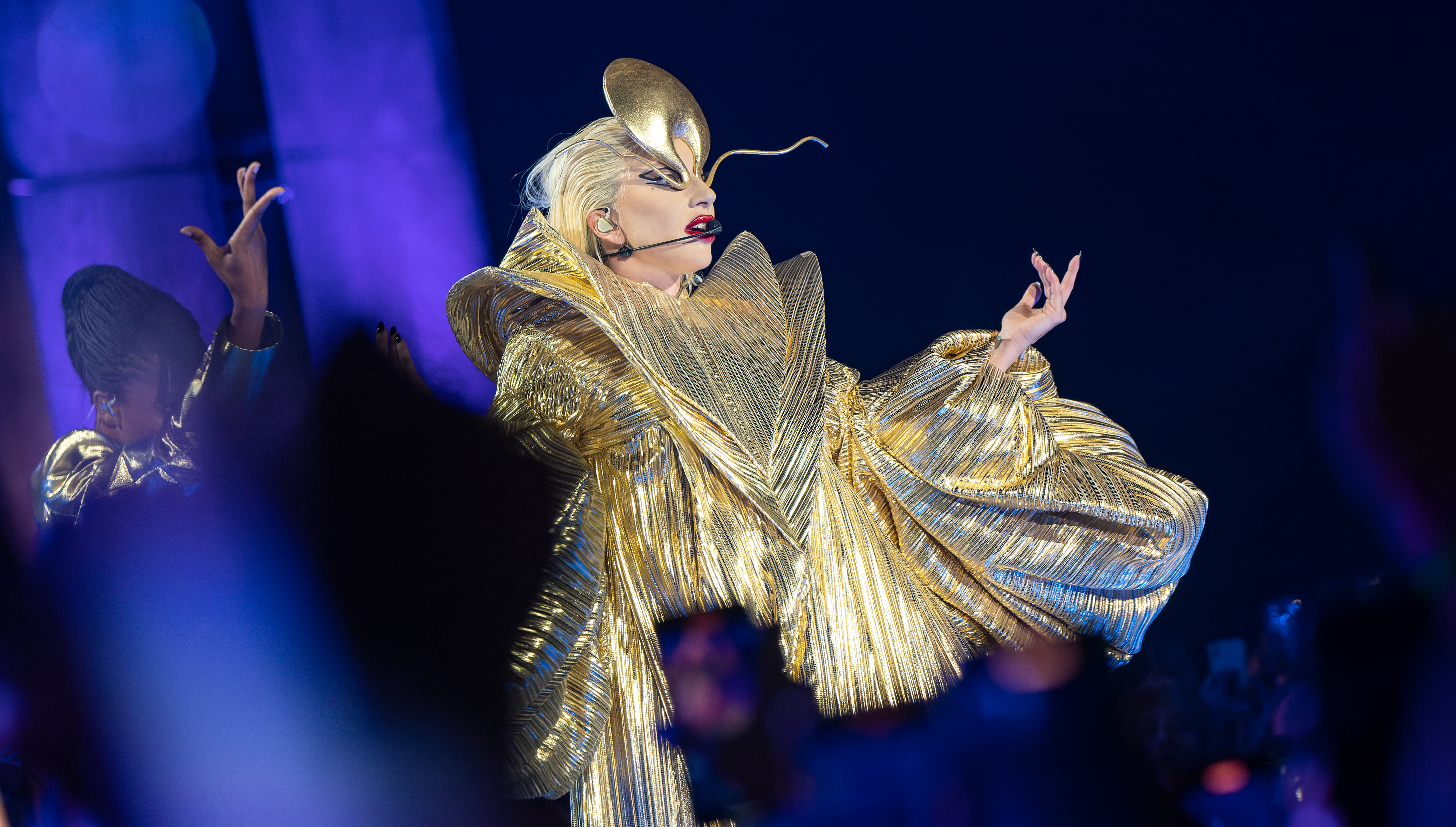
Gaga interpretando «Free Woman» durante un concierto de The Chromatica Ball en Londres (Reino Unido).

En una entrevista con la revista Rolling Stone, BloodPop comentó las primeras cinco canciones de Chromatica (2020) se concretaron en enero de 2019 y fueron «Free Woman», «Stupid Love», «Alice», «Enigma» y «Rain on Me» A partir de este punto, Gaga se dio cuenta de que quería que el álbum fuera dance pop, idea que fue apoyada por BloodPop y Burns, quienes finalmente coincidieron en que «ya era hora de que el mundo volviera a bailar, con música que se sintiera clásica y familiar pero a la vez nueva y fresca». A raíz de ello, los tres empezaron a escuchar distintos temas house populares de los años 1990. Una vez que el álbum ya comenzaba a tomar forma, Gaga y BloodPop contactaron a varios exponentes del EDM y pidieron a Axwell retocar «Alice» y «Free Woman». Inicialmente, Chromatica llevaría por título Free Woman, pero Gaga replanteó el nombre del álbum ya que se imaginó la portada como una fotografía de ella atrapada en una cárcel, lo cual no tendría concordancia con el mensaje que quería dar, puesto que con la fama a veces le «cuesta ser una mujer libre».
«Free Woman» fue escrita por Gaga, BloodPop, Axwell y Johannes Klahr, y producida por estos tres últimos. Su letra, según Gaga, habla sobre la fuerza e independencia de una mujer en el siglo XXI y la escribió inspirada en las personas transgéneros. La canción pertenece al género eurodance y está influenciada por el acid house. El 7 de mayo de 2020, varias semanas antes del lanzamiento de Chromatica, una maqueta de «Free Woman» fue filtrada a través de Internet. Por otra parte, tras haber anunciado un potencial álbum de remezclas para Chromatica, BloodPop confirmó que estaba trabajando con Rina Sawayama, quien más tarde en una entrevista durante los premios Brit en mayo de 2021, habló del disco diciendo que ya había grabado su parte. El 3 de septiembre de ese año, fue lanzado Dawn of Chromatica, que incluyó una remezcla de «Free Woman» hecha por Sawayama y el productor Clarence Clarity, que incluía un nuevo verso y una producción más influenciada por el heavy metal.

## Recepción

### Comentarios de la crítica
David Smyth de Evening Standard aseguró que «Gaga llega hasta el final con su amplio rango vocal para invocar a las divas de los 90 en temas como el himno de empoderamiento "Free Woman"». Joe Rivers de la revista Clash destacó que la energía de Chromatica (2020) se siente en temas como «Free Woman». Laura Dzubay de Consequence of Sound destacó a «Free Woman» dentro del álbum porque «acarrea un significado a través del sonido de una forma que se pueda sanar a través de la música».

### Recibimiento comercial
Durante la semana de lanzamiento de Chromatica (2020), «Free Woman» debutó en la segunda posición del Bubbling Under Hot 100 Singles, una extensión del Billboard Hot 100, listado principal de éxitos de los Estados Unidos. Asimismo, debutó en el puesto once del Hot Dance/Electronic Songs, pero dos semanas después ascendió al puesto diez, dando a Gaga su noveno top 10 en el listado. La remezcla realizada por Rina Sawayama y Clarence Clarity también ingresó al listado en la semana de lanzamiento de Dawn of Chromatica en la vigésima posición, la tercera mejor entre las remezclas del disco.

## Posicionamiento en listas

### Semanales
| Australia      | Australian Singles Chart              | 75  |
| Canadá         | Canadian Hot 100                      | 80  |
| Estados Unidos | Bubbling Under Hot 100 Singles        | 2   |
| Estados Unidos | Hot Dance/Electronic Songs (original) | 10  |
| Estados Unidos | Hot Dance/Electronic Songs (remezcla) | 20  |
| Francia        | French Singles Chart                  | 143 |
| Nueva Zelanda  | NZ Top 40 Singles Chart               | 6   |
| Portugal       | Portuguese Singles Chart              | 100 |
| Suecia         | Sverigetopplistan                     | 93  |

### Anuales
| Estados Unidos | Hot Dance/Electronic Songs | 32 |

### Certificaciones
| País   | Organismo certificador | Certificación | Ventas certificadas | Ref.   |
| ------ | ---------------------- | ------------- | ------------------- | ------ |
| Brasil | ABPD                   | Platino       | 40 000              | [ 28 ] |

## Historial de lanzamiento
| País    | Fecha                | Formato                     | Versión                    | Discográfica       | Ref    |
| ------- | -------------------- | --------------------------- | -------------------------- | ------------------ | ------ |
| Varios  | 28 de agosto de 2020 | Descarga digital, streaming | Honey Dijon Realness remix | Interscope Records | [ 29 ] |
| Francia | 13 de abril de 2021  | Airplay                     | Radio edit                 | Interscope Records | [ 2 ]  |